# أميتيفيل: الصحوة
أميتيفيل: الصحوة (بالإنجليزية: Amityville: The Awakening)‏ هو فيلم رعب خارق للطبيعة أمريكي تم إنتاجه في سنة 2017 وهو من إخراج فرانك خلفون وبطولة بيلا ثورن وكاميرون موناغان وجينيفر جيسون لي وتوماس مان وجينيفر موريسون وكورتوود سميث وتم توزيعه عن طريق شركة ديمينشن فيلمز. وقد حصل هذا الفيلم على تقييم 88% في موقع الطماطم الفاسدة.

## القصة
تنتقل (بيل) مع شقيقتها الصغرى وشقيقها التوأم الذي يعاني من مشكلة طبية مزمنة إلى منزل جديد للعيش مع والدتهم (جوان) من أجل توفير المال للمساعدة في توفير تكاليف علاج الابن الأصغر، ومع انتقالهم تقع بعض الأحداث والظواهر الغريبة حيث يشفى أخيها من مرضه بشكل غير متوقع، تبدأ بيلي في الشك في أن والدتها لم تخبرها بكل الحقيقة حول انتقالهم لذلك المنزل.

## البطولة
- بيلا ثورن بدور بيل
- كاميرون موناغان بدور جيمس
- جينيفر جيسون لي بدور جوان
- توماس مان بدور تيرنس
- مكينا غريس بدور جولييت
- جينيفر موريسون بدور كانديس
- كورتوود سميث بدور دكتور ميلتون
- تايلور سبريتلر بدور ماريسا
- كليوباترا كولمان بدور آني

## وصلات خارجية
- أميتيفيل: الصحوة على موقع IMDb (الإنجليزية)
- أميتيفيل: الصحوة على موقع ميتاكريتيك (الإنجليزية)
- أميتيفيل: الصحوة على موقع روتن توميتوز (الإنجليزية)
- أميتيفيل: الصحوة على موقع قاعدة بيانات الأفلام العربية
- أميتيفيل: الصحوة على موقع ألو سيني (الفرنسية)
- أميتيفيل: الصحوة على موقع Turner Classic Movies (الإنجليزية)
- أميتيفيل: الصحوة على موقع أول موفي (الإنجليزية)
- أميتيفيل: الصحوة على موقع بوكس أوفيس موجو (الإنجليزية)
- أميتيفيل: الصحوة على موقع فيلمافينيتي (الإسبانية)
- أميتيفيل: الصحوة على موقع قاعدة بيانات الفيلم (الإنجليزية)
- أميتيفيل: الصحوة على قاعدة بيانات الأفلام على الإنترنت
- أميتيفيل: الصحوة على موقع الطماطم الفاسدة